# (794) Irenaea
(794) Irenaea ist ein Asteroid des Hauptgürtels, der am 27. August 1914 vom österreichischen Astronomen Johann Palisa in Wien entdeckt wurde.
Der Asteroid wurde nach der Tochter Irene des Astronomen Eduard Weiss benannt.